# パトリカス・ナリマンタイティス

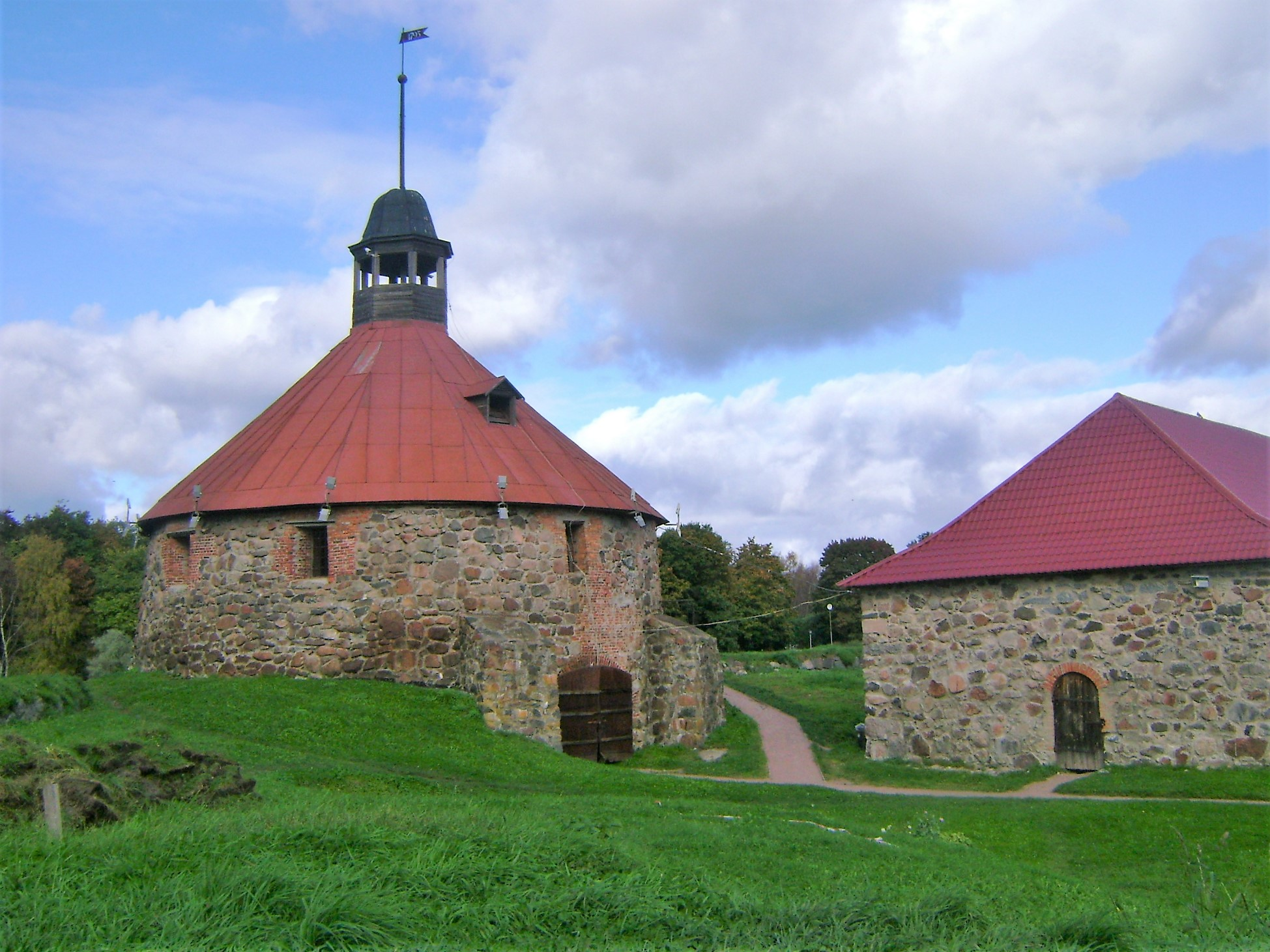
パトリカスとその父ナリマンタスがヴオクサ川沿いに建てたカレリア要塞。

パトリカス・ナリマンタイティス（ロシア語: Patrikey Glevovich, Патрикей Глебович;フィンランド語: Patrika Narimantinpoika, 1340年頃 - 1408年以降）は、ノヴゴロド共和国との間でシヴェーリアのスタロドゥーブ付近の自身の土地をカレリア、シュリッセリブルク両要塞と交換したリトアニア大公ゲディミナスの孫ないし曾孫である。パトリカスはイングリアにキンギセップを建てたことでも知られ、その男系子孫はゴリツィン家、クラーキン家、コヴァンスキー家を含むロシア貴族の家系となった。
パトリカスは1340年頃に生まれて1408年以降に死んだが、後者は最後に言及された資料に基づいている。系図上の文献ではその母に関して、大概はクリミアのハトゥンであると記している。18世紀の学者はパトリカスの母の父親はバトゥの玄孫であるウズベク・ハンであると主張した。パトリカスの妻の名はヘレナである（SchwennickeとIkonnikovによるESを参考）。
19世紀の系図学ではパトリカスの父に関してナリマンタスか、或いはその息子であるアレクサンドラスなのか論争が起きた。19世紀後半の幾つかのロシアの文献はパトリカスの父はアレクサンドラスとしたが、IkonnikovやEuropäische Stammtafelnに代表される20世紀の基本的な文献はナリマンタスを父とみなし続けている。パトリカス自身の生涯に近いことを著述している14世紀から15世紀の資料であるノヴゴロド年代記は、はっきりとパトリカ、ナリマントの息子と呼んでいる（このことはナリマンタスが城を掌握した1383年から1384年にかけて記されている）。
1380年頃、パトリカスは父ナリマンタスの後継を求めてノヴゴロドに到着し、カレリア、シュリッセリブルク、コポリエ、ルーガ及びラドガの地を譲渡され、ノヴゴロド共和国からの封土としての全"ヴォティアンの地"を事実上掌握した。ノヴゴロド市民はパトリカスの領域を、自らの共和国と スウェーデン（スウェーデン・ノヴゴロド戦争を参照）とのある種の緩衝国として保持した。パトリカスは共和国の北部国境線の要塞化を援助し、ルーガ地域に ヤム要塞を建てた。
Europaeus（1859年）はカレリアの民衆の間ではかつてのリトアニア人支配者の記憶が未だに残っていることを報告している。"これ等のリトアニア人は遥か昔にカレリアの地を自らの支配下に置き、このことは現地の民衆の記憶に未だに残っている。リトアニア人は自らの税を納めた鉄の門が付いた宝物庫をイロマンツィに建てたと言われている。リトアニア人が略奪遠征から国境線に引き揚げている間、その銀を満載した船は難破してスオヤルヴィに沈んだという話がある。"
1386年にパトリカスは大ノヴゴロド及びその領域をモスクワ大公ドミトリイ・ドンスコイ（ヴォルガ川一帯を荒らし回る海賊であるウシュクインスキイをパトリカスに対する攻撃を扇動する立場にあった）の攻撃から守備した。2年後に、恐らくはモスクワからの圧力からであろうかノヴゴロド政府はルーガとスタラヤ・ルーサの封土をアルギルダスの息子でパトリカスの従兄弟である別のリトアニアの公レングヴェニスに与えた。パトリカスはカレリアの地を支配続け、1396年にはスモレンスク公ユーリと会うために大ノヴゴロドに赴いた。
1408年に年老いたパトリカスは若い息子のユルギスとテオドラスに伴われる形で儀礼的な形でドミトリイ・ドンスコイの息子ヴァシーリー1世によってモスクワで歓待された。ユルギスはヴァシーリー1世の娘と結婚して、その信頼における助言者となった。ダニール・シェアやヴァシアン・パトリキイエフといったパトリカスの子孫は以後も何世代にも渡ってヴォティアンの封土やプスコフの地を事実上掌握した。